# E io verrò un giorno là
E io verrò un giorno là è il brano scritto dal giovane autore Andrea Cutri, presentato da Patty Pravo al Festival di Sanremo 2009, con cui è arrivata in finale qualificandosi al 7º posto. Nella quarta serata del festival la canzone è stata eseguita insieme ai musicisti americani Todd Rundgren, Dave Weckl e Nathan East.
Il brano è stato successivamente inserito come brano d'apertura nell'album dal vivo Live Arena di Verona - Sold Out, oltre che nella compilation sanremese.

## Tracce
1. E io verrò un giorno là – 4:02 (Andrea Cutri)

## Classifiche
| Classifica (2009) | Posizione massima |
| ----------------- | ----------------- |
| Italia            | 24                |